# Norops schiedei
Norops schiedei este o specie de șopârle din genul Norops, familia Polychrotidae, descrisă de Wiegmann 1834. Conform Catalogue of Life specia Norops schiedei nu are subspecii cunoscute.